# سم مضعف

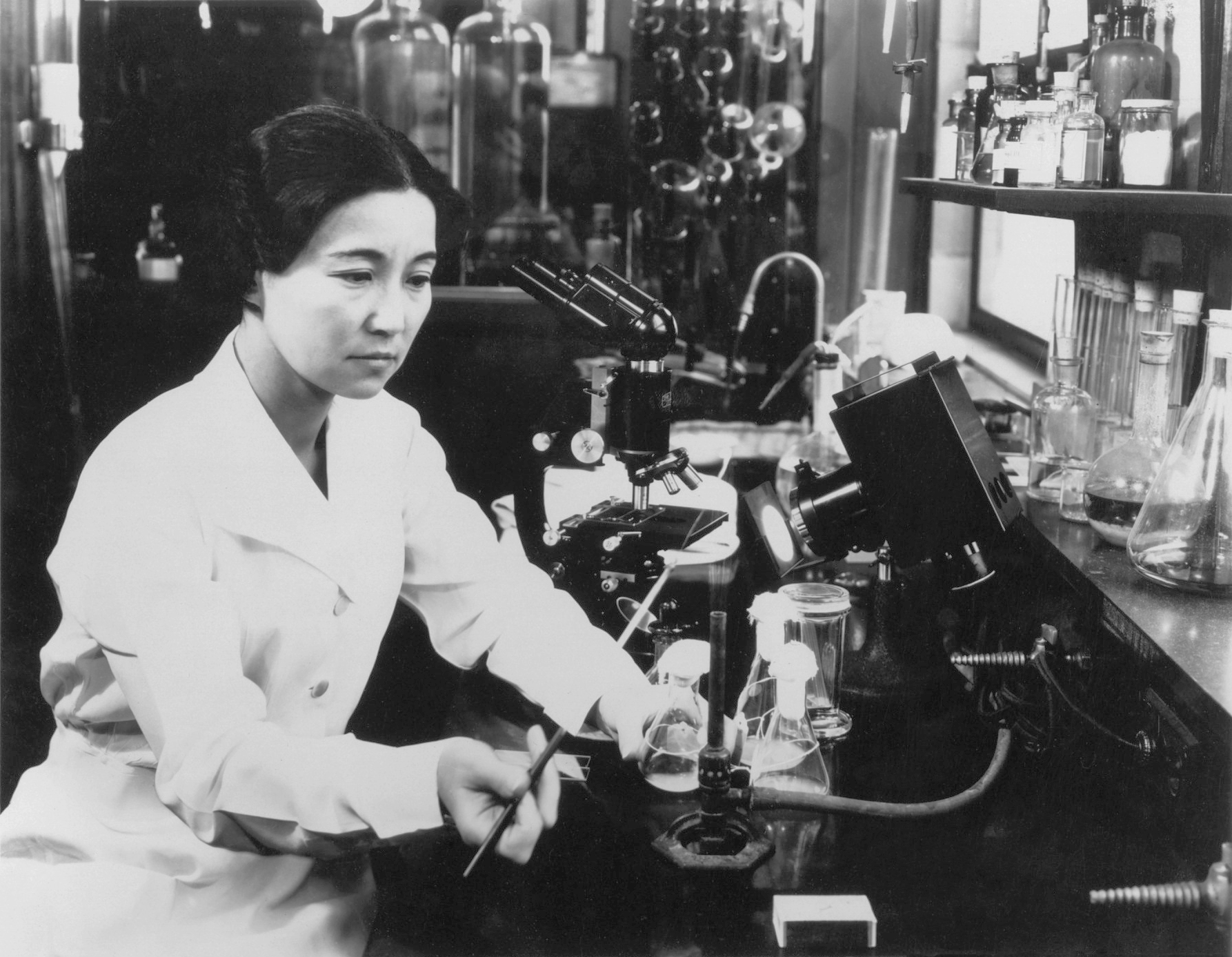

السُّمِّين الموهَّن أو الذيفان المعطل أو الذوفان أو السم المضعف أو السم المقتول هو تكسين بكتيري (غالبا سم خارجي) والذي تكون سميته قد تم تعطيلها أو إخمادها بوساطة المعالجة بالمواد الكيميائية (فورمالين) أو بالحرارة, في حين يبقى محتفظا بخصائصه الأخرى, وبشكل نموذجي خصيصة توليد المناعة.